# Попадинець Ігор Миколайович
Попадинець Ігор Миколайович (нар. 18 квітня 1955, с. Жданівка Дрогобицького району Львівської області) — український лісівник, господарник, громадський діяч. Заслужений лісівник України (2002). Кандидат сільськогосподарських наук (2003). Почесна грамота ВР України (2006). Депутат Тернопільської обласної ради (1998—2002). З 2009 — голова постійної комісії Тернопільської обласної ради з питань охорони навколишнього природного середовища та природокористування.

## Життєпис
Закінчив Кременецький лісотехнічний технікум (1974) і Львівський лісотехнічний інститут (1979, нині лісотехнічний університет).
Працював у держлісгоспі в м. Самбір, 1979–1980 — майстер, 1980–1981 — начальник цеху держлісгоспу в місті Старий Самбір Львівської області. 1981—1991 — лісничий: Виків. та Радехівського лісництв Радехівського держлісгоспу, Трускавецького лісництва Дрогобицького держлісгоспу; від 1991 — головний інженер, 1992 — директор Дрогобицького держлісгоспу (всі — Львівська область).
Від 1997 — генеральний директор державного лісо-господарчого об'єднання «Тернопільліс» (нині — Тернопільське обласне управління лісового та мисливського господарства).
6 грудня 2013 р. був відсутнім на засіданні під час голосування депутатів Тернопільської облради щодо висловлення недовіри голові Тернопільської ОДА В. Хоптяну.